# Herrljunga
Herrljunga este un oraș în Suedia.

## Demografie
| \| Evoluția demografică a zonei urbane Herrljunga, 1970–2015 \| Evoluția demografică a zonei urbane Herrljunga, 1970–2015 \| Evoluția demografică a zonei urbane Herrljunga, 1970–2015 \| Evoluția demografică a zonei urbane Herrljunga, 1970–2015 \| Evoluția demografică a zonei urbane Herrljunga, 1970–2015 \| \| --------------------------------------------------------------------------------------- \| --------------------------------------------------------- \| --------------------------------------------------------- \| --------------------------------------------------------- \| --------------------------------------------------------- \| \| An \| \| \| Locuitori \| \| \| 1970 \| 1970 \| \| 3.171 \| 3.171 \| \| 1975 \| 1975 \| \| 3.244 \| 3.244 \| \| 1980 \| 1980 \| \| 3.537 \| 3.537 \| \| 1990 \| 1990 \| \| 3.729 \| 3.729 \| \| 1995 \| 1995 \| \| 3.888 \| 3.888 \| \| 2000 \| 2000 \| \| 3.783 \| 3.783 \| \| 2005 \| 2005 \| \| 3.746 \| 3.746 \| \| 2010 \| 2010 \| \| 3.822 \| 3.822 \| \| 2015 \| 2015 \| \| 3.982 \| 3.982 \| \| Sursa: SCB - Statistika Centralbyrån, Folkmängden per tätort. Vart femte år 1960 - 2016 \| \| \| \| \| |      |  |           |       |
| Evoluția demografică a zonei urbane Herrljunga, 1970–2015 |      |  |           |       |
| An |      |  | Locuitori |       |
| 1970 | 1970 |  | 3.171     | 3.171 |
| 1975 | 1975 |  | 3.244     | 3.244 |
| 1980 | 1980 |  | 3.537     | 3.537 |
| 1990 | 1990 |  | 3.729     | 3.729 |
| 1995 | 1995 |  | 3.888     | 3.888 |
| 2000 | 2000 |  | 3.783     | 3.783 |
| 2005 | 2005 |  | 3.746     | 3.746 |
| 2010 | 2010 |  | 3.822     | 3.822 |
| 2015 | 2015 |  | 3.982     | 3.982 |
| Sursa: SCB - Statistika Centralbyrån, Folkmängden per tätort. Vart femte år 1960 - 2016 |      |  |           |       |